# Parasite Eve (Computerspiel)
Parasite Eve ist ein Videospiel des japanischen Softwareherstellers Square, welches auf dem gleichnamigen japanischen Roman von Hideaki Sena basiert. Das Rollenspiel mit Action-Adventure-Elementen erschien 1998 für die Sony PlayStation. Der direkte Nachfolger Parasite Eve II erschien 2 Jahre später, der spirituelle Nachfolger The 3rd Birthday wurde 2010 auf der PlayStation Portable veröffentlicht.

## Spielprinzip
Der Spieler steuert die Spielfigur Aya Brea durch eine quasi-dreidimensionale Welt. Grafisch und spielerisch ähnelt der Titel einer Mischung aus Final Fantasy VII und der Resident-Evil-Reihe.
Kämpfe werden in Echtzeit ausgespielt, jedoch können viele Aktionen nur ausgeführt werden, nachdem sich eine Zeitleiste gefüllt hat. Dazwischen muss der Spieler die Figur durch gute Positionierung vor Schaden bewahren und eigene Angriffe vorbereiten. Auch andere Spielmechaniken wie Hitpoints und das Ansammeln von Erfahrungspunkten zur Verbesserung der Fertigkeiten der Spielfigur erinnern eher an JRPGs als Actionspiele.
Neben der Haupthandlung gibt es eine Reihe optionaler Aufgaben und Gebiete, die erkundet werden können, um Erfahrung zu sammeln und stärker zu werden sowie um weitere Aspekte der Hintergrundwelt und Figuren zu beleuchten.

## Handlung
Die Opernsängerin Melissa Pearce mutiert aufgrund ihrer evolutionär hochentwickelten Mitochondrien während einer Vorstellung zur Weihnachtszeit zu einem Wesen, das sich selbst als Eve bezeichnet. Die Mitochondrien in ihrem Körper haben ein eigenes Bewusstsein entwickelt und versuchen den Menschen als dominante Spezies auf der Erde abzulösen.
Eve kann den Mitochondrien anderer Menschen oder Lebewesen ihren Willen aufzuzwingen. Auf diese Weise kann sie zum Beispiel einen Menschen in Flammen aufgehen lassen. Außerdem kann sie Veränderungen in anderen Lebewesen erzwingen: kurz nach Beginn des Spiels mutiert beispielsweise eine Ratte und wächst auf das 10-fache ihrer normalen Größe, während ihr Schwanz sich in drei Teile spaltet.
Aus unbekannten Gründen ist die Polizisten Aya Brea, welche sich zusammen mit ihrem namenlosen Date im Publikum befindet, immun gegen diese Beeinflussung und setzt die magieartigen Kräfte ihrer Mitochondrien ein, um Eve aufzuhalten. Dabei durchquert sie verschiedene Areale, die teilweise von real existierenden Orten inspiriert wurden, darunter ein Museum, ein Krankenhaus, Central Park und Liberty Island.

## Veröffentlichung
Auf der Tokyo Game Show im September 1997 wurde eine Video-Demo von Parasite Eve gezeigt, die ausschließlich aus Full-Motion-Videos ohne Gameplay-Material bestand. Durch eine Verwechslung bei der Auslieferung wurden über 200 Exemplare des Spiels eine Woche vor der offiziellen Veröffentlichung an Best Buy ausgeliefert.
Das Spiel erschien am 29. März 1998 in Japan und am 9. September 1998 in Nordamerika. Es war Squaresofts erster Titel, der von der ESRB die Einstufung „Mature“ erhielt.
Vor der Veröffentlichung von The 3rd Birthday im Jahr 2010 sprachen sowohl Yoshinori Kitase als auch Tetsuya Nomura über die Wiederveröffentlichung von Parasite Eve und Parasite Eve II. Diese wurde unter anderem dadurch verzögert, dass die Rechte an der Serie im gemeinsamen Besitz von Hideaki Sena waren. Das Spiel wurde 2010/11 sowohl in Japan als auch in Nordamerika im PlayStation Network veröffentlicht.
Im Jahr 2018 wurde das Spiel in das japanische Lineup der PlayStation Classic aufgenommen.

## Trivia
- Nach Abschluss des Spiels kann ein schwerer Spielmodus gewählt werden, der sogenannte EX-Mode. In diesem Modus sind die 77 Stockwerke des Chrysler Building mit stärkeren Versionen der Gegner des Hauptspiels gefüllt und auf jedem zehnten Stockwerk ist ein Bossgegner zu besiegen. Gelingt dies, wartet ein alternativer Endgegner, nach dessen Überwinden ein alternatives Ende des Spiels gezeigt wird, welches näher am Ende der Romanvorlage ist.[7]
- Produzent des Spiels ist der Schöpfer der Final-Fantasy-Reihe, Hironobu Sakaguchi. Das Charakterdesign stammt von Tetsuya Nomura.[5]
- Das Titelstück des Introvideos, eines der musikalischen Hauptthemen des Spiels, nennt sich Primal Eyes und stammt von der japanischen Komponistin Yōko Shimomura.[5]
- Das Videospiel war, zusammen mit anderen Geschichten wie Ring, Teil des „J-Horror“-Phänomens und führte zu einer Manga-Adaption, die auf dem Videospiel-Universum basiert, namens Parasite Eve DIVA.[8]

## Rezeption
In der Presse wurde Parasite Eve positiv aber auch verwundert aufgenommen. Als erste große Veröffentlichung Squaresofts nach Final Fantasy VII erwarteten Fans ein Rollenspiel. Elemente dessen seien zwar präsent, im Kern sei das Spiel jedoch ein Action-Adventure. Wenn man diese enttäuschte Erwartungshaltung jedoch erst einmal überwinde, präsentiere das Spiel eine cinematische Erfahrung, die insbesondere für ihre visuelle Präsentation gelobt wurde: Die vorgerenderten Hintergründe ziehen Spieler in ihren Bann und auch die zahlreichen kurzen Zwischensequenzen sähen sehr gut aus. Der Soundtrack wurde im Allgemeinen als adäquat empfunden, das Kampfthema sei jedoch viel zu entspannt und stellenweise spielt überhaupt keine Hintergrundmusik.
Das Kampfsystem wurde als „erfrischend“ aufgenommen und erinnere positiv an Survival-Horror-Spiele wie Resident Evil. Die Handlung wurde als straff gelobt und wenn die verschiedenen Präsentationselemente gut miteinander harmonierten, erzeuge das Spiel eine dichte und atmosphärische Stimmung.
Die Handlung erfuhr gemischte Kritiken und wurde von manchen Reviewern als kitschig empfunden. Auch die Figuren und ihre Entwicklung seien teilweise eindimensional und unglaubwürdig. Autor Hideaki Sena zeigte sich indes beeindruckt, wie nah das Spiel an seiner Erzählung geblieben sei. Die Steuerung wurde im Allgemeinen als eher funktional bewertet, wobei vor allem die Menügestaltung kritisiert wurde.
Parasite Eve hat bei Metascore eine Wertung von 81 (User Score 8,9). Die Leser des japanischen Videospielemagazins Famitsu Weekly wählten das Spiel im Jahr 2000 zum 16.-besten Titel für die PlayStation. Bis 2004 wurden fast 1,1 Millionen Kopien verkauft.